# Sawwatij Kabakow
Sawwatij Iwanowicz Kabakow (ros. Савватий Иванович Кабаков, ur. 1903 we wsi Gorka w guberni wołogodzkiej, zm. w październiku 1984 w Naro-Fomińsku) – funkcjonariusz radzieckich organów bezpieczeństwa, pułkownik bezpieczeństwa państwowego, ludowy komisarz spraw wewnętrznych Komijskiej ASRR (1940–1941 i 1941–1944), ludowy komisarz bezpieczeństwa państwowego Komijskiej ASRR (1941).

## Życiorys
Od 1927 w WKP(b), od maja do sierpnia 1929 słuchacz kursów propagandzistów przy gubernialnym komitecie WKP(b) w Siewierodwińsku, od grudnia 1929 do maja 1930 słuchacz kursów przemysłu terpentynowego, od kwietnia 1930 do października 1931 kierownik wydziału agitacji masowej rejonowego komitetu WKP(b), równocześnie instruktor techniczny spółdzielni "Siewiernyj miedwied´" w Kraju Północnym, później pomocnik pełnomocnika operacyjnego rejonowego oddziału GPU, następnie pełnomocnego przedstawicielstwa OGPU w Kraju Północnym/Zarządu NKWD w obwodzie archangielskim. Od września 1935 do maja 1937 słuchacz Centralnej Szkoły NKWD ZSRR, od maja 1937 do października 1938 szef punktu operacyjnego Zarządu Bezpieczeństwa Państwowego (UGB) NKWD w okręgu pieczorskim, od października 1938 do 22 kwietnia 1940 szef piechorskiego okręgowego oddziału NKWD. Od 22 kwietnia 1940 do 26 lutego 1941 ludowy komisarz spraw wewnętrznych Komijskiej ASRR, od 26 lutego do 31 lipca 1941 ludowy komisarz bezpieczeństwa państwowego tej republiki, od 31 lipca 1941 do 24 marca 1944 ponownie ludowy komisarz spraw wewnętrznych Komijskiej ASRR. 27 marca 1940 mianowany kapitanem, 11 lutego 1943 podpułkownikiem, a 12 maja 1943 pułkownikiem bezpieczeństwa państwowego. Od kwietnia 1944 do czerwca 1947 szef Miejskiego Oddziału NKWD/MWD w Sewastopolu, od czerwca 1947 do sierpnia 1949 szef Wydziału Operacyjno-Czekistowskiego Poprawczego Obozu Pracy nr 108 MWD, następnie zastępca szefa Wydziału Budownictwa i Poprawczego Obozu Pracy MWD nr 313 ds. pracy operacyjnej, później szef Wydziału I Zarządu Budownictwa i Poprawczego Obozu Pracy nr 313 MWD, następnie zastępca szefa Wydziału Budownictwa i Poprawczego Obozu Pracy nr 585 MWD ds. ochrony. Od czerwca 1953 do sierpnia 1955 zastępca szefa wydziału poprawczego obozu pracy MWD Czelabińsk-40, od sierpnia 1955 do sierpnia 1956 czasowy p.o. naczelnika poprawczego obozu pracy w Złatouście, od listopada 1956 do grudnia 1957 szef przedsiębiorstwa użyteczności publicznej w obwodzie moskiewskim, od grudnia 1957 do września 1965 na emeryturze, od września 1965 do lutego 1967 zarządzający sprawami przedsiębiorstwa użyteczności publicznej w obwodzie moskiewskim, następnie na emeryturze.

## Odznaczenia
- Order Czerwonego Sztandaru
- Order Wojny Ojczyźnianej I klasy (7 lipca 1944)
- Order Czerwonej Gwiazdy (dwukrotnie - 20 września 1943 i 15 stycznia 1945)
- Odznaka "50 lat w KPZR"

I 5 medali.